# Teppich
Ein Teppich (über das Romanische wie volkslateinisch tapetum/tapeta und altgr. τάπης tápēs verwandt mit persisch täftan, ‚spinnen‘) ist ein textiles Flächengebilde von begrenzter Abmessung, das geknüpft, gewebt, gewirkt oder getuftet sein kann und meist gemustert ist. Während in Europa heute unter Teppichen fast ausschließlich textile Bodenbeläge verstanden werden, bezeichnet der Begriff im Nahen Osten (Orient) bis heute alle Arten von flachen Textilien, die zum Bedecken von Wänden (die späteren Tapeten), Tischen und Fußböden dienen. Aber auch in Teilen Baden-Württembergs und im Süden von Rheinland-Pfalz werden auch Decken, z. B. Woll- oder Bettdecken, als Teppich bezeichnet. Nach dem Format unterscheidet man Vorleger, Brücken und Läufer; als flächendeckende Varianten entstanden im 20. Jh. zusätzlich der Teppichboden (Auslegeware) und die Teppichfliese.
Die Kunst- und Kulturwissenschaften unterscheiden meistens Orientteppiche von Teppichen europäischer Produktion.

## Orientalische Teppiche

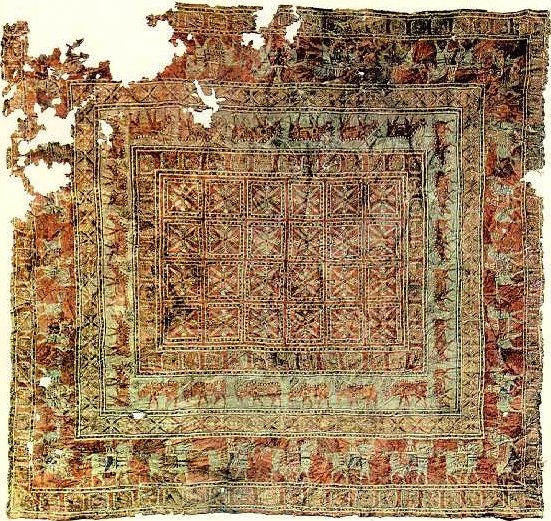
Der Pasyryk-Teppich, Eremitage, St. Petersburg

### Geschichte
Die Herstellung von Flachgeweben, und damit auch Teppichen, ist in den Anfängen der menschlichen Kultur zu suchen. Geflochtene Gegenstände, meist aus Weiden, können bereits in der frühgeschichtlichen Zeit des Menschen nachgewiesen werden. Flechtvorgänge dienten zur Verbindung von beweglichem Material. Flechten wird demnach als Vorstufe des Webens angesehen und war immer Teil des nomadischen und bäuerlichen Alltags; die dabei produzierten Flachgewebe dienten ausschließlich dem Eigenbedarf. So war beispielsweise die ursprüngliche Verwendung eines Hatschlu die einer Eingangstüre zur Jurte. Auch geknüpfte Teppiche finden sich in nomadischer Kultur, beispielsweise die Meschgin.
Der älteste bekannte Nachweis eines geknüpften Teppichs ist der Pasyryk-Teppich aus einem im Permafrostboden konservierten Grab im Pasyryktal im Altai-Gebirge (Südsibirien), an der Grenze zur Äußeren Mongolei. Man geht davon aus, dass er um 500 v. Chr. wahrscheinlich in Westasien entstanden ist. An ihm erkennt man bereits alle Merkmale des Orientteppichs.
Um 330 v. Chr. brachte Alexander der Große erstmals Orientteppiche von seinen Asienfeldzügen mit ins Abendland. Da Teppiche aus vergänglichem Material gemacht sind, gibt es nicht viele historische Artefakte, an denen sich die Entwicklung der Muster rekonstruieren ließe.
Weil es nur wenige erhaltene Teppiche aus dem frühen 15. und 16. Jahrhundert gibt, ist man im Bereich der Teppichgeschichte stark von bildlichen Überlieferungen abhängig. Eine wichtige Informationsquelle dafür ist die Architektur. Die Architekten des Orients haben sich für die Mosaikmuster auf ihren Bauten von den Teppichen inspirieren lassen und die Muster so in einer viel dauerhafteren Form für die Nachwelt konserviert, beispielsweise in der Ornamentik von Fassadenmosaiken. Auch auf vielen Gemälden der damaligen Zeit lassen sich die Ursprünge und die Wandlungen der Knüpfkunst und des Zeitgeschmacks studieren. Durch eine große Liebe zum Detail beim Festhalten von Alltagsszenen oder bei der Auftragsmalerei bekannter Adelshöfe wurden so auch Teppiche mitgemalt. Daher ist es uns heute möglich, die Entwicklung der türkischen (osmanischen) Teppichknüpferei zu dokumentieren.
Hier sind vor allem die Maler Domenico Ghirlandaio, Hans Holbein und Lorenzo Lotto zu erwähnen. Ihnen verdanken wir die Überlieferungen der sogenannten „Ghirlandaio-Teppiche“, der „Holbein-Teppiche“ und der „Lotto-Teppiche“. Vor allem die Muster der „Holbein-Teppiche“ finden sich noch in den heutigen Knüpfungen der sogenannten Afghanen wieder.

### Provenienzen

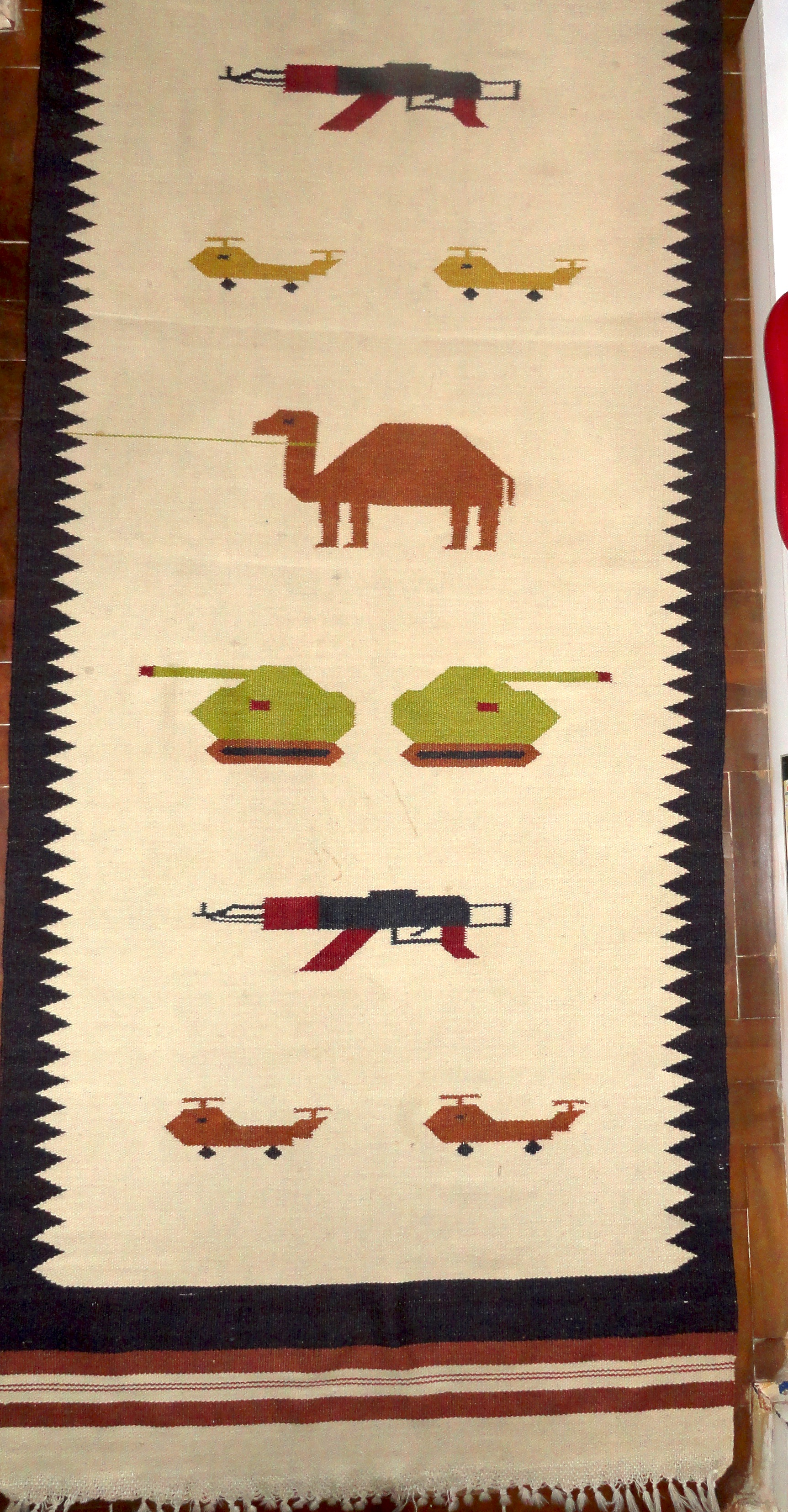
Kelim mit modernen Motiven aus Afghanistan

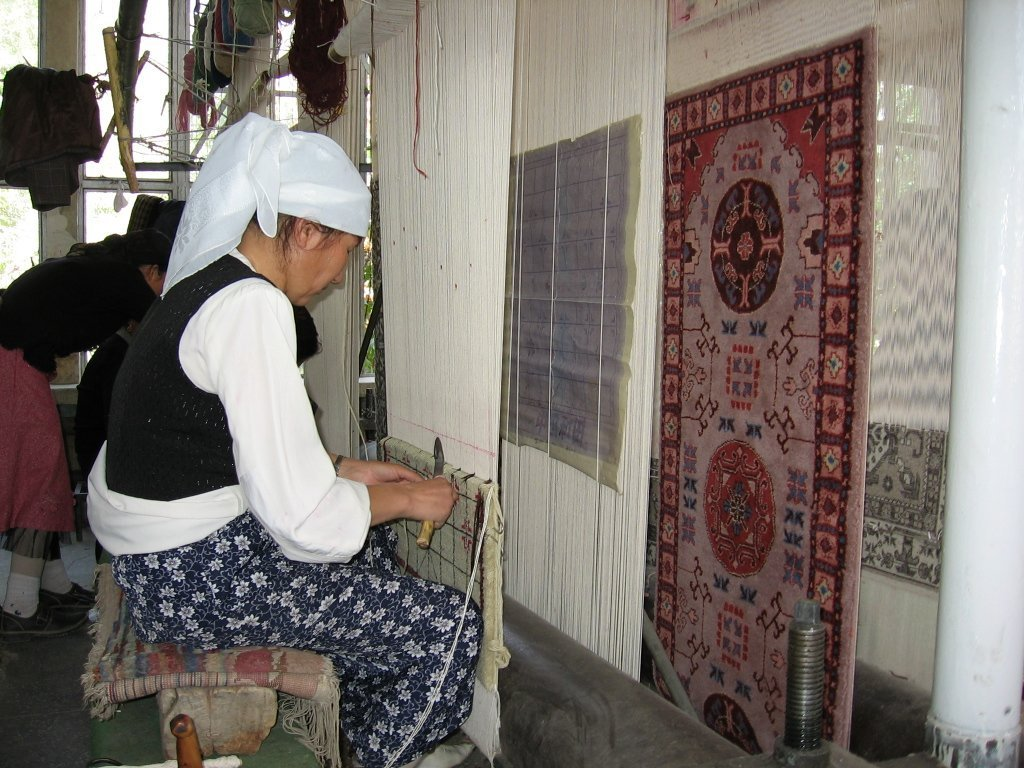
Teppichknüpferinnen in China, Bezirk Hotan

Im Teppichhandel hat sich der Begriff ‚Provenienz‘ für die Bezeichnung der Herkunft eines Teppichs durchgesetzt. Der Orts- oder Landschaftsname des Orientteppichs ist die Herkunftsbezeichnung bzw. Provenienz, die zugleich auch eine Qualitätsbezeichnung ist, da die einzelnen Orte und Gebiete ihre eigene Tradition in Bezug auf Gestaltung und Qualität haben. Orientalische Teppiche werden in Indien, im Iran oder der Türkei angefertigt. Sie kommen aber auch aus dem Kaukasus, aus Pakistan und Afghanistan. Des Weiteren kommen Teppiche heute aus China, Nepal und der Mongolei sowie aus Japan; ebenso sind die sogenannten Berberteppiche der Maghreb-Staaten zu erwähnen. Auch wurden in verschiedenen europäischen Ländern im 19. Jahrhundert Orientteppiche hergestellt, z. B. in Deventer/Holland; heute werden sie noch in Kroatien und Rumänien gefertigt.
Orientteppiche zeichnen sich durch ihre manuelle Herstellung und ihre Musterung aus, die auf dem Prinzip der Flächendekoration beruht. In der Darstellung unterscheidet man zwischen floralen, figuralen und geometrischen Mustern. Daneben gibt es die kleinen (ca. 50 × 80 cm), nahezu in allen Teilen der islamischen Welt hergestellten und immer gerichteten Gebetsteppiche.

### Wirk- und Knüpfteppich
Orientalische Teppiche werden entweder gewirkt oder geknüpft.

#### Wirktechnik
Der orientalische Wirkteppich, genannt auch Bildteppich, ist geschichtlich und technisch der Vorläufer der europäischen Bildwirkerei. Seiner Bedeutung nach dient er als Wandverkleidung, und nur die gewöhnlicheren Arten dienen z. B. als Diwandecken, sogenannte Kelims. Gewirkte Teppiche werden häufig, da sie in einer der Bildwirkerei ähnlichen Technik gefertigt werden, irreführenderweise auch „gobelinartige Teppiche“ genannt. Ihre richtige Bezeichnung ist Wirkteppich. Sie bilden ein glattes Gewebe, dessen Kette aus Leinen- oder Baumwollgarn durch einen dicht angeschlagenen wollenen Schuss vollständig bedeckt wird, so dass ein ripsartiger Stoff entsteht. Der Schuss wird indes nicht über die gesamte Gewebebreite in die Kettfäden eingetragen, sondern nur bis an den Rand der danebenliegenden Farbfläche mit der Kette verbunden und dann zurückgeführt. Weil sie nur Kette und Schuss haben, liegen die Fäden flach und können keinen Flor bilden. Beispiele sind Kelims und Sumakteppiche.

#### Knüpftechnik

Animation des Knüpfens

Die geknüpften, plüschartigen Teppiche werden auf einer Kette aus Baumwolle (Manufakturen), Leinen (sehr selten), Wolle (Anatolische Teppiche) oder Ziegen- und anderen Haaren (Nomadenteppiche) durch das Einknüpfen von Flormaschen hergestellt, die Knoten um Knoten über die ganze Breite des Teppichs eingeknüpft werden. Auf jede Knotenreihe folgen ein oder zwei Schussfäden. Die Knoten können symmetrisch (türkischer Knoten) oder asymmetrisch (Senneh- oder persischer Knoten) sein. Nach Vollendung des Teppichs wird sein Flor mit einfachen Handscheren egalisiert. Das Material des Flors ist Schafwolle, für feinere Teppiche Seide. Als schönste und feinste Orientteppiche gelten nach wie vor die, welche in Persien, z. B. Isfahan, Ghom oder Nain, geknüpft worden sind. Mit einer Knotenfeinheit von über 1.000.000 Knoten pro Quadratmeter, z. T. auf Seidenkette geknüpft, entsprechen sie dem europäischen und amerikanischen Geschmack. Auch der türkische Hereke, neuere Stücke der Firmen Ipek und Özipek, reinseidene Teppiche mit über 1.000.000 Knoten pro Quadratmeter, sind gefragte Liebhaberstücke.
Die indischen Teppiche haben einen sichtbar höheren Flor und 300–350 Maschen auf einen Meter. Aus Indien und Pakistan stammen heute vielfach Kopien (Nachknüpfungen) hochwertiger, gesuchter Provenienzen. Ein Gabbeh, der in Indien gefertigt wird (Indogabbeh), ist dabei um mehr als 50 % günstiger als der originale Gabbeh aus dem Iran. Dies ist vor allem auf die sehr niedrigen Löhne der Knüpfer(innen) im Fernen Osten zurückzuführen. Insbesondere in Pakistan werden heute Teppiche nachgeknüpft, die als Originale nicht mehr hergestellt werden. Denn die Produktion kam in Teilen Südrusslands und in Kasachstan nach dem Fund von Erdöl (oder Erdgas) weitestgehend zum Erliegen, weil sich die Menschen dort weitaus bessere Einnahmequellen erschlossen hatten.
So findet man den Kasak und Karachi-Teppiche heute meist nur als nachgearbeitete Teppiche aus Pakistan.
Die orientalischen Teppiche – namentlich die geknüpften Smyrnateppiche – wurden mit gutem Erfolg in Europa, speziell in Deutschland (Schmiedeberg seit 1856, Cottbus, Wurzen, Springe, Linden usw.) und in Wien, nachgeahmt, und zwar unter Anwendung der gleichen Methode. Man arbeitet aber mit Kette aus Leinengarn und Grundschuss aus Jute, erreicht eine große technische Vollkommenheit und versteht auch die Muster und Farben so getreu nachzubilden, dass ein großer Unterschied zwischen echten und nachgeahmten Smyrnateppichen nicht mehr besteht.

### Farbstoffe in Teppichen
Die Wolle für den Flor wurde vor der Erfindung synthetischer Farbstoffe (nach 1850) ausschließlich mit pflanzlichen oder tierischen Farbstoffen gefärbt. Für Rot kamen Rotholz, Krapplack und Cochenille auf Alaun-gebeizter Wolle zur Anwendung. Für Gelbtöne gab es eine große Zahl von Färberpflanzen. Zur Blaufärbung (grün auf gelb gefärbter Wolle) stand seit dem Altertum Indigo zur Verfügung (heute synthetisches Indigo). Ende des 19. Jahrhunderts fanden synthetische Farbstoffe, erst äußerst sparsam, später als Ersatz für die traditionellen Farbstoffe, Verwendung. Ein Magenta-Rot, das kaum lichtecht war, ist Fuchsin. Auf der Florseite ausgeblichen, ist es auf der Rückseite noch rotviolett erkennbar. Es wurde vor 1900 eingesetzt. Ponceau 2R ersetzte teilweise Krapp, bevor synthetischer Krapp (Alizarin) verwendet wurde. Amaranth wurde als Ersatz von Cochenille eingesetzt.

## Europäische Teppiche

### Geschichte
Wesentlichen Eingang in Europa fand der Orientteppich über Spanien, wo bereits 710 n. Chr. die aus Nordafrika kommenden Mauren eine Dynastie gründeten und dabei auch die Fertigkeit des Teppichknüpfens mitbrachten. Es entstand eine richtiggehende Teppichindustrie in der Stadt Córdoba. Die islamische Dynastie der Nasriden baute die Festung Alhambra oberhalb der Stadt Granada. Der Granatapfel wurde zum Stadtsymbol und später länderübergreifend als Ornament in der Textil- und Teppichmusterung verwendet. Im 5. Jahrhundert entstand im Pindosgebirge der Flokatiteppich und verbreitete sich später über ganz Griechenland.
Spätestens im 11. Jahrhundert entwickelte sich in Europa zudem die Technik der Bildwirkerei aus, die vornehmlich Wandbehänge, sogenannte Wandteppiche oder Tapisserien, mit bildlichen Motiven schuf. Erste Produktionszentren entstanden im 14. Jahrhundert zunächst in der Schweiz und Deutschland, kurz darauf in Flandern und den Niederlanden, gefolgt von England und schließlich Frankreich. In den Niederlanden wurden Bildwirkereien für Böden, Tische und Wände hergestellt, bei denen der Einfluss östlicher Motive bis ins 17. Jahrhundert sichtbar blieb. In England wurden Teppiche seit etwa 1570 gefertigt, die sich technisch und stilistisch an den Orientteppichen orientierten: zum einen an anatolischen Vorlagen mit bevorzugt geometrischen Mustern und zum anderen an persischen Vorlagen, deren Muster aus der persischen Miniaturmalerei stammten. Im 18. Jahrhundert waren vor allem die Orte Exeter, Moorfields und Axminster Zentren der Teppichproduktion. In Frankreich entstanden ab den 1660er Jahren in der Pariser Gobelin-Manufaktur, in Aubusson und in Beauvais großformatige gewirkte Wandteppiche. Im Gegensatz zu den Erzeugnissen der Savonnerie-Manufaktur, die nach dem Vorbild der Orientteppiche hochflorige, geknüpfte Textilien für Böden, Paravents und Möbel produzierte, wurden die französischen Tapisserien nie als Bodenbelag verwendet.
Die Herstellung von Teppichen fand auch in Europa immer wieder in Heimarbeit statt. Ein Beispiel sind die Pommerschen Fischerteppiche.

### Web-, Tuft- und Plüschteppiche
Der gewebte Teppich ist ein abendländisches Produkt. Die in Europa seit dem 19. Jahrhundert hergestellten Teppiche sind meist maschinengewebt (Ausnahmen: handgeknüpfte „deutsche Smyrnateppiche“ und mechanisch geknüpfte „mechanische Smyrnateppiche“). Je nach Beschaffenheit der gewebten Teppiche unterscheidet man glatte, Noppen- und Schlingenteppiche (aufgeschnittene bzw. geschlossene Schlingen an der Oberfläche) sowie Samt-, Plüsch-, Velours- und Florteppiche. Glatte Teppiche sind z. B. der Haargarn-, Jute- und Kokosfaserteppich, ein Schlingenteppich ist der Brüsseler Teppich (auch Haarbrüssel- oder Boucléteppich mit grobem Haargarnflor), ein Florteppich ist der Tournay-Teppich.
Erste Entwürfe für automatische Webstühle entstanden im 18. Jahrhundert. Der Engländer Edmond Cartwright meldete im Jahre 1785 das erste Patent auf einen mechanischen Webstuhl an, der von Richard Roberts um 1826 in Manchester zu einem betriebsfähigen Webstuhl weiterentwickelt und auf den Markt gebracht wurde. 1889 wurde von dem Amerikaner Northrop die erste vollautomatische Webmaschine (Webautomat) vorgestellt. 1767 erfand Richard Arkwright die Spinning-Throstle, den Kettenstuhl, und um 1785 die Kardier- und Vorspinnmaschine. James Hargreaves erfand 1764 die Spinning Jenny, die das gewöhnliche Handspinnrad ersetzte. Die Einführung von maschinellen Webmaschinen führte zu weitreichenden Aufständen. Im deutschsprachigen Raum spricht man etwa von den Weberaufständen um 1784/85, 1794/95 und 1844, in England von den Maschinenstürmen und speziell den Ludditen (um 1810).
Die überwiegende Zahl der heute produzierten Teppiche wird getuftet. Hierbei werden in ein bestehendes Grundgewebe mit Nadeln sehr dicht nebeneinander Fadenschlingen eingebracht. Diese Fadenschlingen werden anschließend aufgeschnitten. Getuftete Teppiche sind weniger haltbar als echte Webteppiche, aber ihre Herstellung ist preiswerter.
Die glatten Teppiche bilden in Europa wie im Orient gewöhnlich die geringere Sorte; man verfertigt sie aus Kuh- oder Ziegenhaar, Streichgarn oder Jute und benutzt sie als Laufteppiche, zum Bedecken von Treppen, Fluren usw. Hierzu zählen auch die Kidderminster-Teppiche aus Doppelgewebe, wollener oder baumwollener Kette und viel stärkerem wollenen Schuss; das Muster erzeugt sich rechts und links in gleicher Weise, erscheint jedoch auf der Rückseite negativ (z. B. ein auf der Schauseite rotes Muster auf blauem Grund erscheint auf der Rückseite als blaues Muster auf rotem Grund).
Die Plüschteppiche haben entweder einen ungeschnittenen Flor, der kleine, geschlossene Noppen bildet (Brüsseler Teppiche), oder einen aufgeschnittenen Flor, der eine samtartige Oberfläche bildet (Velours-, Tournai-, Wilton-, Axminster-Teppiche). Die Herstellung ist im Wesentlichen die der Plüsche und Samte. Das Muster wird meistens mit der Jacquardmaschine hervorgebracht, und je nachdem ob es mehr oder weniger Farben enthält, zieht man zwischen je zwei leinenen Grundfäden mehr oder weniger Polfäden in jedes Riet ein und unterscheidet nach der Zahl derselben die Teppiche als drei-, vier-, fünf- usw. chörige oder teilige.

#### Musterung
Die Ornamentation der Teppiche ahmt entweder die orientalische Sitte nach (besonders bei Jacquardteppichen), oder sie bedeckt die ganze Fläche mit Blumen, Tieren, Architektur usw. (besonders bei bedruckten Teppichen). Das erstere Prinzip hat sich als das für Teppiche ästhetisch angemessene immer mehr Bahn gebrochen, so dass der Naturalismus in Deutschland, England und Österreich nur noch die billige Ware beherrscht. In Frankreich ist hingegen das naturalistische Dessin in den extravagantesten Formen noch vorherrschend. Gegenwärtig werden in England, Österreich und Deutschland orientalische Teppiche aller Art nachgebildet. In Deutschland, das früher größtenteils Kettendruckteppiche lieferte, werden auch Teppiche in Brüsseler und Axminster-Art fabriziert.
Billigere Teppiche erzielt man durch Aufdrucken des Musters, indem man entweder das gewebte Stück bedruckt oder das Muster der Polkette vor der Verarbeitung appliziert. Das letztere Verfahren liefert eine sehr gute Ware, welche die im Stück bedruckten Teppiche weit übertrifft.

## Teppichproduktion in Deutschland

### Geschichte
1854 gründete Leopold Schoeller in Düren ein Teppichkontor, die Firma Gebrüder Schoeller. Unter Einreichung der englischen Beschreibung sicherte er sich das preußische Patent. Das Patent auf diese sogenannten Druckteppiche, das Leopold Schoeller erhielt, wird mit den zugehörigen Zeichnungen noch im Geheimen Staatsarchiv zu Berlin aufbewahrt. Ihr Warenzeichen war der Anker.
1861 wurde die erste Teppichfabrik in Cottbus vom Unternehmer Theodor Kühn gegründet. Es wurden handgeknüpfte und maschinengewebte Teppiche aus Wolle und Jutegarn hergestellt. Nach der Übernahme dieser Fabrik durch Oskar Prietsch erlangte die Firma durch den Orient-Teppich Weltruf. Diese Firma wurde später im Rahmen eines Zusammenschlusses zur Vereinigten Smyrna-Teppichfabrik AG. In Cottbus erfolgte die Herstellung handgeknüpfter und webtechnischer Teppiche, so u. a. Tournay-Teppiche (Velours-Ruten-Technik) mit verschiedenfarbigen Polketten und Jacquardmusterung. Auch Axminster-Teppiche (Velours-Maschinenwebtechnik) wurden bei Smyrna in Cottbus produziert.
1880 gründeten Karl Wilhelm Koch und Fritz te Kock die Firma Koch & te Kock als Weberei von Axminster-Teppichen in Oelsnitz. Mit der Gründung wurde auch die Marke Halbmond etabliert. Bereits 1913 war Halbmond zur größten Teppichweberei in Deutschland aufgestiegen.
1883 gründeten die Brüder Carl und Adolf Vorwerk die Barmer Teppichfabrik Vorwerk & Co. in Wuppertal. Zunächst fertigte das Familienunternehmen Brüssel- und Tournay-Teppiche sowie Möbelstoffe. Der 1909 als Warenzeichen eingetragene „VORWERK-Teppich“ machte Orientteppichen Konkurrenz.
Die Teppichfabrik Krüger & Hahn wurde 1894 in Cottbus gegründet. Sie stellte Teppiche, Brücken, Läufer und Vorleger her. Ihre Spezialität waren handgeknüpfte, künstlerisch wertvolle Teppiche.
1900 Gründung der Sächsische Kunstweberei Claviez AG GmbH in Leipzig. Fabriziert wurden Teppiche und Möbelstoffe. 1916 umbenannt in Textilosewerke und Kunstweberei Claviez AG, dann ab 1927 Teppich- und Textilwerke AG. 1900 wurde der Stammsitz der Fa. Kunstweberei Claviez & Co. GmbH von Leipzig-Plagwitz nach Adorf (Vogtland) verlegt. Seit 1907 bestand im oberschlesischen Katscher eine bedeutende Teppichproduktion (siehe Davistan). Zu dieser Zeit industrialisierte sich auch die Teppichherstellung in Chemnitz und Hohenstein-Ernstthal.
Fünf führende deutsche Teppichfabrikanten schlossen sich 1911 zusammen und baten die Reichsregierung um Unterstützung, denn der deutsche Teppich sei im eigenen Lande nicht ausreichend bekannt und geschätzt. Dieser Meinung waren jedenfalls die Betreiber der größten Teppichwebereien: der Barmer Teppichfabrik Vorwerk & Co, der vogtländischen Weberei Koch & te Kock, der Sächsischen Kunstweberei Claviez, der Berliner Vereinigten Smyrna-Teppichfabriken sowie der Firma Gebrüder Schoeller, Düren. Im Haus der Abgeordneten in Berlin erhielten die Unternehmen nun ein Forum, um ihre Waren zu präsentieren. Immer mehr orientalische Teppiche gelangten nach Deutschland – allein zwischen 1906 und 1910 hatte sich die Einfuhr verdreifacht. Sie waren in der Regel sehr teuer und daher keine Konkurrenz für die Weber, aber zunehmend wurden auch preiswertere Teppiche in minderer Qualität importiert, und gegen solche Produkte richtete sich die Kritik.

### Teppichherstellung in der DDR

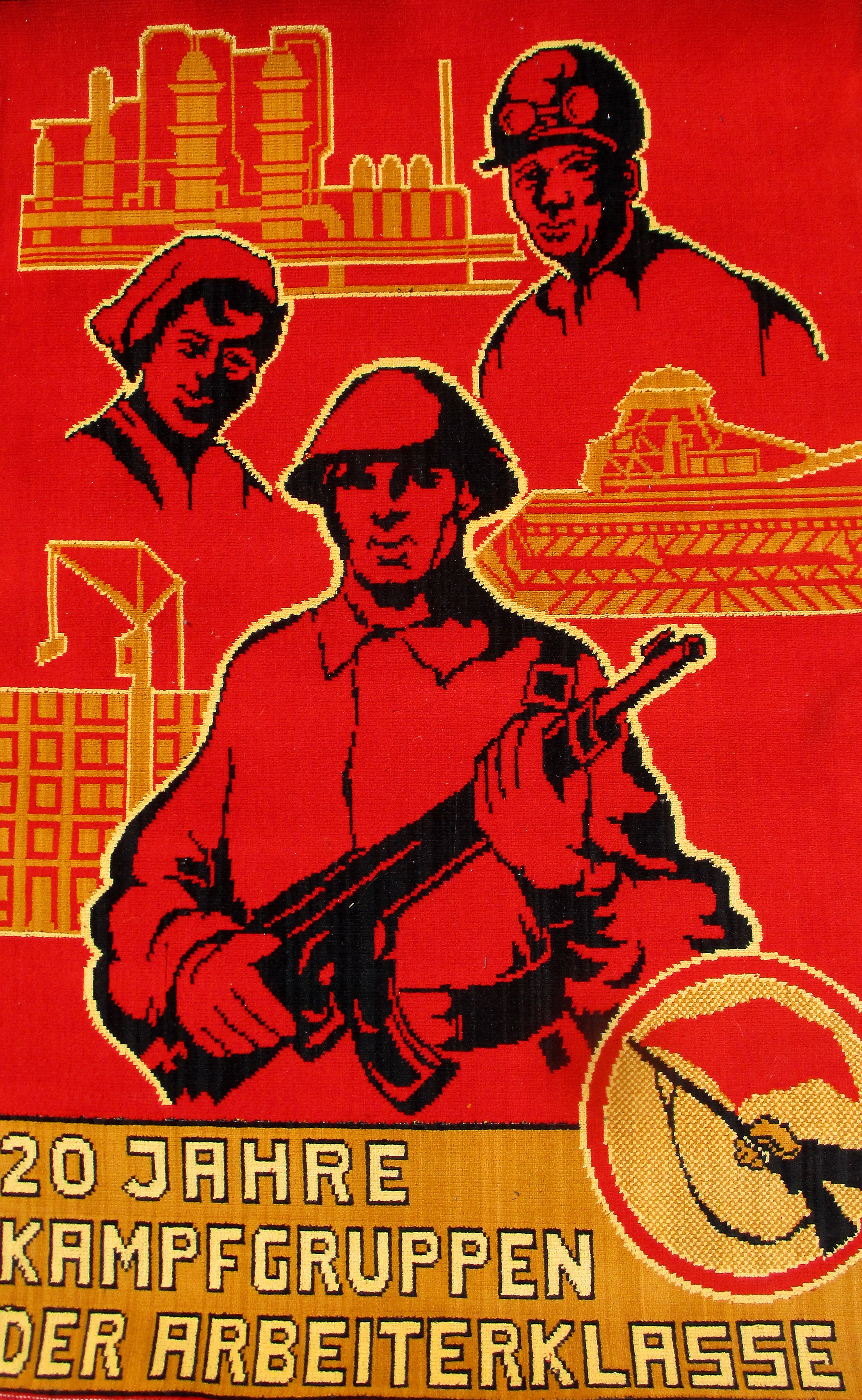
Wandteppich als staatliches Ehrengeschenk der DDR: 20 Jahre Kampfgruppe der Arbeiterklasse

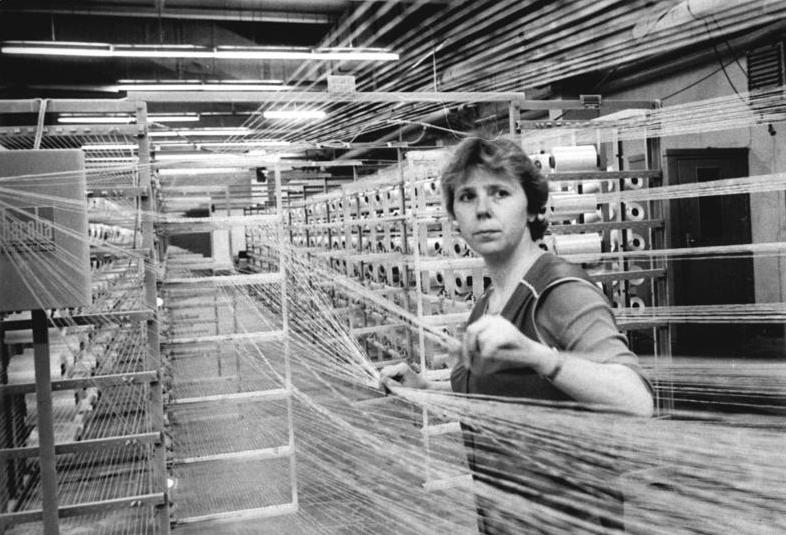
Teppichherstellung im VEB Teppichwerk Nord in Malchow (1989)

In der DDR wurden ab 1953 verschiedenste Teppichwebereien – wie die Adoros, Koch, te Kock und Tefzet – zum VEB Halbmondteppich im VEB Kombinat DEKO Plauen vereint. Hier wurden neben den üblichen Teppichmotiven auch Teppiche mit sozialistischen Parolen und Motiven gefertigt. Diese entstanden meistens im Auftrag staatlicher Stellen.

## Siehe auch

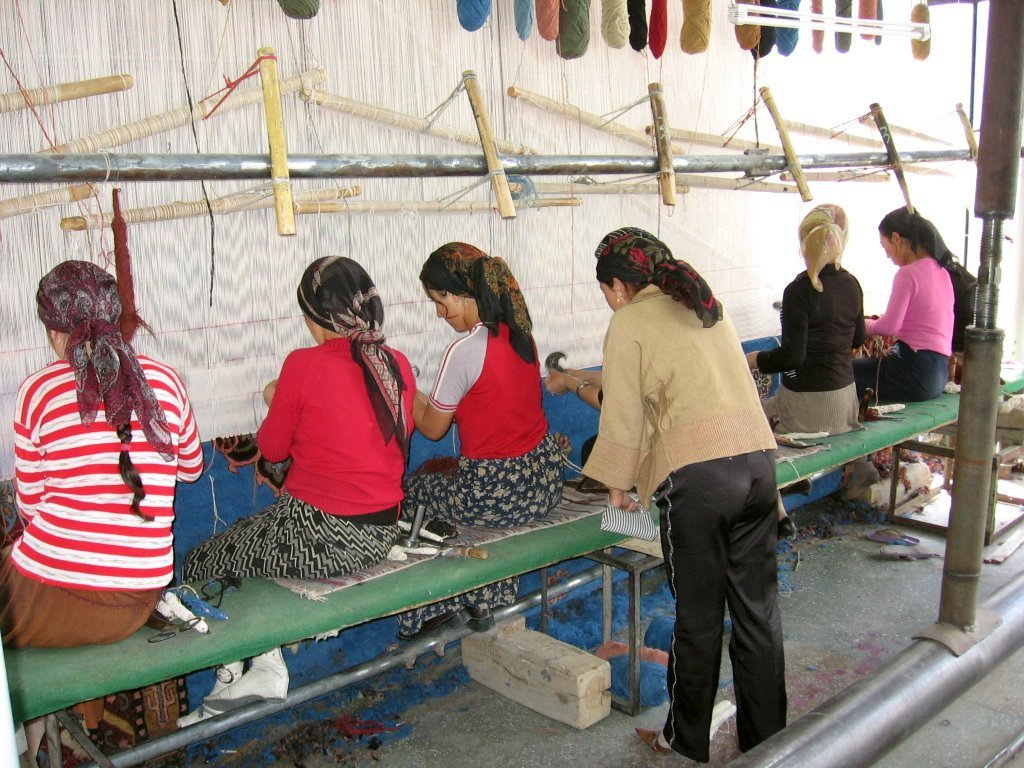
In einer chinesischen Teppichfabrik

## Weblinks

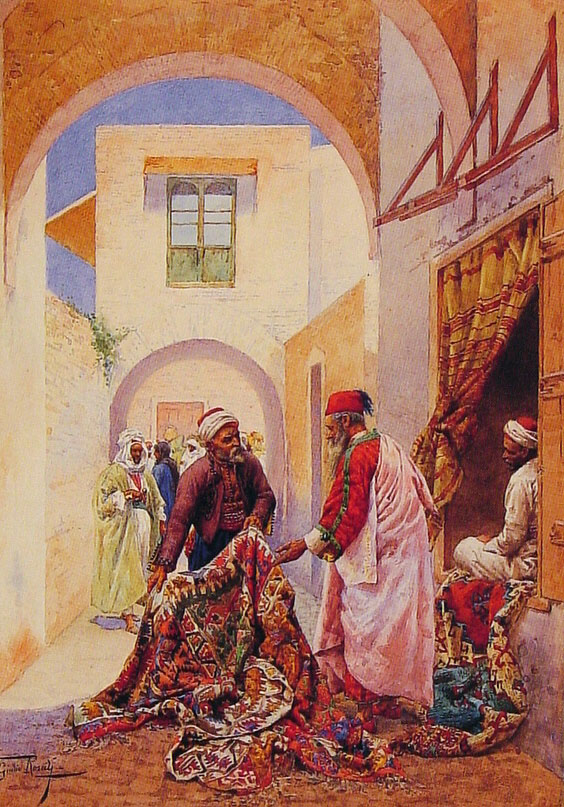
Der Teppichhändler (Giulio Rosati)

### Moderne Teppichherstellung
Ab 1960 entstanden Kopien traditioneller Muster auch in europäischen Ländern wie Rumänien und Bulgarien, und etwas später, etwa ab 1970, in asiatischen Ländern, zunächst in Pakistan und Indien, noch später auch in China. Berber-, Tibeter- und Nepal-Teppiche haben ihren Markt gefunden. Die Veränderung von Technik, Kommunikation und Wirtschaft durch die Globalisierung ist auch am Teppichsektor nicht spurlos vorübergegangen: Die Veränderungen des 20. Jahrhunderts mit dem Aussterben des Nomadentums, dem Sesshaftwerden, den Bestellungen für den europäischen Markt, dem Weichen des Materials Wolle zugunsten der Baumwolle, in der Struktur und dem Entstehen von Manufakturen in den ursprünglichen Teppichzentren und auch anderen Regionen sind insgesamt größer als die Veränderungen und Entwicklungen der belegbaren, 2500 Jahre alten Teppichtradition zuvor.